# Terra bassa
Terra bassa (Tiefland), noto anche come Bassopiano, è un film del 1954 diretto da Leni Riefenstahl.
La storia della vorticosa e lunga produzione inizia nel 1934, quando la Riefenstahl scrive le prime bozze di sceneggiatura e riesce a procedere con la lavorazione tra il 1940 e il 1944, ma è costretta a sospenderla e rinviarla a causa del conflitto in corso.
Nel 1954, tuttavia, con la fine della guerra e la possibilità di ultimare il film, Leni Riefenstahl riprende il materiale girato e procede col montaggio riuscendo a pubblicare la pellicola l'11 febbraio. 
Negli oltre dieci anni spesi per la produzione, il film è entrato nella storia del cinema aggiudicandosi un posto nel Guinness dei primati come il "lungometraggio con la produzione più lunga della storia". Nel 1993 tale primato andò invece a The Thief and the Cobbler, film d'animazione di Richard Williams, la cui produzione durò ben 31 anni.

## Trama
Pedro è un pastore eremita in attività presso i monti Pirenei, ma la sua vita cambia del tutto quando il suo gregge viene attaccato da un lupo solitario, e lui per difendere i suoi animali strangola la bestia.
Intanto in Catalogna, Don Sebastiano, marchese di Roccabruno, è in procinto di costruire un canale per favorire le attività agricole della pianura così da sostenere anche la mandria di tori che possiede nel suo terreno.
Il programma di Don Sebastiano sembra però destinato a naufragare, infatti i contadini sono in una profonda crisi e hanno alcuni debiti con altri proprietari terrieri, e non possono assicurare il loro apporto finanziario al progetto.
Il marchese ha anche in serbo un futuro matrimonio con Donna Amelia, ma i due si allontanano per un po' dopo un diverbio abbastanza acceso.
Nel villaggio della pianura arriva intanto Marta, una mendicante con la passione per la danza, che dà vitto e alloggio ai villeggianti più poveri. Il marchese si innamora di Marta e decide di conoscerla, tuttavia il suo carattere è molto restrittivo e la tratta come una serva.
I due non vanno d'accordo, mentre Marta è bonaria e altruista, Sebastiano è avaro, infatti le nega più volte di regalare danaro ai contadini più poveri, e all'ennesimo rifiuto lei fugge altrove.
Torna in scena Pedro, che accoglie Marta dopo un lungo viaggio in fuga dal marchese. I due sembrano andare molto d'accordo. 
Nel frattempo Sebastiano contatta alcuni suoi uomini per ricercare la sua ultima donna, e cerca invano di trovare le finanze necessarie per il suo progetto agricolo.
I destini dei quattro protagonisti si incrociano: Amelia ripensa al rapporto con il marchese e si decide a sposarlo; Marta torna al castello come reggente, ma è solo parte di un losco piano organizzato da Sebastiano al fine di controllare entrambe le donne; in ultimo Pedro trova lavoro come bracciante presso il mulino del marchese, ma lo fa solo per seguire l'amata Marta che vuole sposare.
La situazione tra Marta e Pedro si fa rovinosa, lei pensa che l'uomo non sia ciò che ha creduto sino ad ora dopo averlo visto in compagnia di Sebastiano, ma alla fine ripensa al loro rapporto cercando di pacificare capendo di provare amore per lui.
In un diverbio tra le due coppie causato dal progetto agricolo e dagli intrighi amorosi, Sebastiano e Pedro si affrontano a mani nude, e costretto a vivere o morire Pedro strangola il marchese così come fece con il lupo solitario.
Infine, si vedono Marta e Pedro recarsi sui Pirenei alla capanna di lui per condurre una vita tranquilla e dedita alla pastorizia.

## Produzione
Leni Riefenstahl inizia a lavorare a una sceneggiatura nel 1934, ma è costretta ad abbandonarla per dedicarsi ad alcuni film di propaganda per il regime nazista. 
Grazie alle amicizie influenti nel governo, Leni convince Adolf Hitler ad aiutarla nella costruzione della Riefenstahl Film, uno dei pochi studi fuori dal controllo di Joseph Goebbels, allora a capo del cinema propagandistico nazista.
Le riprese iniziano nel 1940 in Spagna, ma per motivi economici e politici il cast è costretto a spostarsi in Italia (Alpi, Dolomiti) e Germania (Babelsberg Studios, Monti del Karwendel). 
Il villaggio fittizio di Roccabruna è stato ricostruito nella località tedesca Mittenwald.
La stampa tedesca era in attesa della riuscita del film, e ne annunciò una distribuzione già nel 1941; tuttavia i problemi bellici vigenti nel Reich, uniti all'eccessiva spesa stimata e alle pessime condizioni meteorologiche delle Alpi costrinsero la Riefenstahl a sospendere la produzione.
Il bilancio finale dell'intero ciclo di produzione (1934-1954) è costato 8.500.000 Reichsmark, cifra esorbitante più volte criticata da Goebbels e altre personalità attive nel cinema nazista.

## Controversie
Le polemiche riguardo al film iniziano quando le riprese si spostano dalla Spagna verso Germania e Italia. 
Leni Riefenstahl si reca infatti sulle Dolomiti in Val Sarentino pagando un extra alle comparse e figuranti che qui trova.
Tuttavia, oltre ai nativi del luogo di origine alpina, la regista tedesca vuole dei profili mediterranei, tipici della Spagna, e per questo sceglie minori e adulti di origine Rom e Sinti presi nei campi di concentramento "Zigeunerlager".
Tra il 1940 e il 1942 sono stati scelti 51 tra Rom e Sinti del campo di sterminio Maxglan-Leopoldskron nelle vicinanze di Salisburgo.
Altri 66 prigionieri zingari sono stati prelevati dal campo di Marzahn per filmare gli interni ai Babelsberg Studios. Questi ulteriori nomadi, specialmente i bimbi Sinti, sono stati utilizzati per le scene al villaggio di Pedro.
Alla fine della guerra mondiale, la Riefenstahl è stata accusata di favoreggiamento al regime nazista per la scelta degli zingari successivamente portati nei campi di sterminio dopo le riprese, tuttavia nessun nomade partecipe alla pellicola ha mai testimoniato pro o contro lei.
Questa problematica controversia è stata ripresa nell'immediato 1949 dalla rivista lussemburghese Revue, che pubblicando i documenti di alcuni nomadi presenti nel film ha mostrato che effettivamente sono stati poi trasferiti in campi di sterminio quali Auschwitz come forza lavoro e molti di essi sono morti.
Alcuni superstiti Sinti hanno dichiarato di essere stati maltrattati, altri hanno preferito non parlare.
La regista al riguardo si è sempre detta ignara del fatto che i figuranti nomadi fossero stati poi inviati nei campi di sterminio nazisti, sostenendo anzi di aver rivisto tutte le comparse nel dopoguerra.
Nel 1982 viene girato Zeit des Schweigens und der Dunkelheit, un documentario-ricerca di Nina Gladitz per trovare informazioni sui nomadi utilizzati nel film.
La Gladitz è stata successivamente citata in giudizio dalla Riefenstahl per diffamazione. Dopo quattro anni il processo si concluse con la vittoria di Nina Gladitz.